# D'Ieteren
D'Ieteren Group SA — бельгійська компанія, яка займається дистрибуцією автомобілів та ремонтом і заміною автомобільного скла та іншою виробничою діяльністю, пов'язаною із запасними частинами.

## Діяльність
D'Ieteren працює в п'яти різних напрямках:
- D'Ieteren Automotive імпортує та продає автомобілі Volkswagen, Audi, Škoda, Seat, Cupra, Porsche, Bentley, Lamborghini, Bugatti, Maserati по всій Бельгії.
- Belron (94,85% акцій) займається ремонтом та заміною автомобільного скла. 2 400 філій та 8 600 мобільних фургонів, що працюють під 15 різними брендами, включаючи Carglass, Autoglass та Safelite, обслуговують клієнтів у 35 країнах[5].
- Moleskine — італійський виробник паперу та дизайнер продукції, заснований у 1997 році Франческо Франческі, що базується в Мілані, Італія. Компанія виробляє та розробляє розкішні блокноти, а також планувальники, альбоми, шкіряні рюкзаки, портфелі, щоденники, гаманці, різноманітні аксесуари та канцелярське приладдя.
- Parts Holding Europe (PHE) — незалежний дистриб'ютор запчастин для легких та важких транспортних засобів у Західній Європі, особливо у Франції, Бельгії, Нідерландах, Люксембурзі, Італії та Іспанії.
- Thermote & Vanhalst (TVH) (40% акцій) — виробник і роздрібний продавець запчастин, що спеціалізується у промисловому та сільськогосподарському секторах.